# Arsenal (ustanova)
Arsenal (arap. Dar as-Sait'a, kuća rada), ustanova za izradu, popravak i čuvanje oružja, streljiva, vozila i drugih tehničkih sredstava; za izradu, opremanje, popravak i održavanje ratnih brodova i njihovu opskrbu oružjem, streljivom, gorivom i hranom. Postoje arsenali kopnene vojske (KoV) i ratne mornarice (RM; pomorske i riječne ratne flotile).

## Arsenal kopnene vojske

### Antika
Arsenali kopnene vojske javljaju se već u starom vijeku kao skladišta oružja za slučaj rata. Postojali su u Egiptu u vrijeme Novog kraljevstva, kod Asiraca od 12. stoljeća pr. Kr., u antičkoj Grčkoj u doba peloponeskog rata, kasnije u Ateni, a krajem 4. stoljeća pr. Kr. poznata su i velika skladišta oružja na Akropoli. U Rimu su viši zapovjednici imali svoje radionice i arsenale, a bilo je i državnih (zajedničkih) skladišta oružja iz kojih su naoružavani obveznici. Ciceron (Quintus Tullius Cicero) spominje prve arsenale (armamentaria publica) u Rimu u vrijeme Gaja Marija. Kasnije, u doba Carstva, veliki arsenal (armamentarium) bio je u Rimu u pretorijanskom logoru (castra praetoria), a u provincijama svaki vojni logor imao je svoj arsenal. U 3. stoljeću arsenali su smješteni u gradovima i u njima se već izrađuje oružje. U Italiji je bilo više specijaliziranih arsenala u kojima su izrađivane razne vrste oružja – u Concordiaji strelice, Veroni štitovi i oružje, Mantovi oklopi, Paviaji lukovi, Cremoni štitovi, Luccai mačevi.

### Srednji i novi vijek
U srednjem vijeku arsenali nestaju, jer su se feudalci sami brinuli o oružju. Arsenali se ponovo javljaju sa stvaranjem centraliziranih država i pojavom vatrenog oružja, za čiju je izradu bila potrebna stručna radna snaga i specijalni uređaji. Sve je to zahtijevalo koncentraciju proizvodnje i stvaranje odgovarajućih zaliha ratne opreme. Takvi arsenali razvijaju se naročito u Francuskoj s početkom 16. stoljeća. Najpoznatiji su u Douaiju, La Fèreu, Metzu, Strasbourgu i Grenobleu, a raspoređeni su duž granica da bi se izbjegao transport opreme. U Engleskoj su u 17. stoljeću u Woolwichu oformljena dva velika arsenala kopnene vojske i mornarice. U Rusiji je prvi arsenal osnovan 1584. u Moskvi (1783. pretvoren je u muzej), 1712. u Sankt-Peterburgu, 1764. u Kijevu i 1783. u Brjansku. Od 1808. u Rusiji se stvaraju i privremeni pokretni arsenali za potrebe armija, a ukinuti su 1867.
Arsenale imaju i mnoge druge europske države. Najpoznatiji su: berlinski (Zeughaus) s početka 18. stoljeća, bečki i torinski (završen 1890.) i dr. U Srbiji je prvi arsenal ustanovljen 1836. u Kragujevcu za popravak ručnog oružja. Poslije proširenja 1847., prerasta u Tvornicu za vojnu opremu, a 1882. u Vojnotehnički zavod. U Crnoj Gori su polovicom 19. stoljeća također postojale radionice za popravak pušaka u Cetinju i Rijeci Crnojevića, radionica za izradu baruta u Obodu, za izradu streljiva u Cetinju i skladište streljiva u Cetinju, Ostrogu i Njegušima. Uz pomoć Srbije, 1865. proširene su radionice u Cetinju i Rijeci Crnojevića, a 1873. formirane su barutne u Ćeklićima, Čevu, Sotonićima, Crmnici te Cetinju.

### Organizacijska struktura i sastav
Organizacijska struktura arsenala i njihov sastav zavisili su od materijalnih mogućnosti zemlje, stupnja razvoja tehnologije, opremljenosti oružanih snaga i sl. U svom sastavu imali su, obično, jednu ili više tvornica za izradu oružja i streljiva, veći broj radionica, i skladišta za čuvanje opreme. Na čelu arsenala bili su direktori-časnici, a radove su obavljale specijalne vojne jedinice i civilna radna snaga. Od 1871., na osnovu iskustava iz Francusko-pruskog rata, iz arsenala se izdvajaju skladišta opreme i prelaze u nadležnost mobilizacijskih magazina, a s pojavom i sve bržim razvojem vojne industrije postepeno počinju gubiti i funkciju proizvodnje oružja i opreme. U Francuskoj, npr. poslije 1919. arsenali prerastaju u radionice za konstrukcije (ateliers de construction) u nadležnosti Uprava za studije i izradu naoružanja (Direction des éudes et fabrications d'armement). U nekim zemljama postojali su posebni arsnali za inženjerijsku opremu, kao Chathamu (Velika Britanija), Klosterneuburg (Austrija), Ćupriji (Srbija) i dr.

## Pomorski arsenal

### Antika
Na prve povijesne podatke o arsenalima nailazi se tek kod Grka. Dio gradskih luka bio je određen za arsenal i odvojen zidom od trgovačkog dijela luke i grada. Od vremena Temistokla, tvorca velike antičke mornarice, dva zaljeva na jugu Pirejskog poluotoka, i JZ dio velike pirejske luke služili su isključivo atenskoj RM. Jaka utvrđenja štitila su ulaze u arsenal, na obali su se nalazile natkrivene hale, posebna za svaki brod. U halama je trup broda ležao na kamenom navozu, a drvena brodska oprema (jarboli, debla, kormila) bila je smještena u hali, pored brodskog trupa. Jedra i konopi smještani su u skladišta. U Ateni je 330. bilo 372 hala. Arsenalom je rukovodila uprava uz koju je postojao i poseban savjet koji je raspolagao novčanim sredstvima i kontrolirao ulazak materijala i opreme u arsenal i njihovo izdavanje brodovima. Rimski arsenal (navalia) zaostajali su za grčkim, jer Rimljani nisu posvećivali toliko pažnje organiziranom razvitku svoje mornarice, pogotovo posle sloma Kartage, njihovog jedinog ozbiljnog takmaca na moru. Ističe se rimski arsenal u Ostiji koji je, zajedno s lukom, dovršen sredinom 1. stoljeća.

### Srednji i novi vijek
U doba križarskih ratova značaj mornarica na Sredozemnom moru raste, pa i arsenale na koje su se flote oslanjale. U Veneciji je arsenal osnovan u 12. stoljeću, Arsenale marittimo, a nešto kasnije u Pisi i Genovi. Bili su organizirani, više ili manje, na vojničkoj osnovi, sa zadatkom izgradnje, naoružanja, opreme i održavanja brodova, čime se postizala i potrebna jednolikost koja je ranije nedostajala. Centralni položaj u arsenalu ovog doba zauzimaju bazeni za vez brodova. Oko bazena bili su postavljeni navozi i natkriven prostor za smještaj brodova na kopnu, radionice i skladišta za opremu. Čitav kompleks bio je ograđen obrambenim zidom, a ulazni vodeni put do bazena osiguran s mora. Služba sigurnosti bila je povjerena arsenalskoj posadi. U 14. i 15. stoljeću, u doba najvećeg procvata mletačkog arsenala, u njemu je bilo zaposleno oko 16,000 ljudi.  

#### Arsenali na istočnoj Jadranskoj obali
Skoro u isto vrijeme počinje izgradnja arsenala na istočnoj obali Jadrana. Dubrovnik već u 13. stoljeću ima arsenal (arsan) od četiri natkrivena odjeljenja, spojena lukovima, a svako odjeljenje moglo je primiti jednu galiju. Vjerojatno je prestao služi svojoj namjeni poslije velikog potresa 1677. Upravitelj arsenala zvao se rektor, kasnije admiral, a postavljalo ga je Veliko vijeće Republike. Mali arsenal, osnovan 1409., nalazio se na mjestu današnje Lučke kapetanije. Od malog arsenala iz 14. stoljeća u Stonu sačuvano je samo jedno odjeljenje. U Kotoru, u blizini ulaznih gradskih vrata, postojao je arsenal u 14. stoljeću, koji je bio naročito aktivan u vrijeme kada je Kotor pripadao državi Nemanjića kao jedina izvozna i uvozna luka. Dolaskom Turaka i opadanjem bokeljske trgovačke mornarice opada i važnost ovog arsenala, iako je radio još i pod mletačkom upravom. Poznat je također i arsenal u Perastu. Opadanjem značaja jedrenjaka prestaje i brodogradilišna djelatnost bokeljskih arsenala. Stari arsenal u Zadru nalazio se u blizini crkve sv. Šimuna. Novi arsenal od oko 1400 m2 (sagrađen 1752.), služio je mletačkoj i Austro-ugarskoj mornarici kao radionica brodske opreme. I u Hvaru je postojao arsenal početkom 14. stoljeća, a radio je do 1430. Njime je upravljao suprastans arsenatus, kasnije nazvan admiralom. Na istom mjestu sagrađen je sredinom 16. stoljeća novi arsenal, zapaljen 1571. prilikom turske invazije, a 1579. porušen zbog eksplozije baruta, od koje je razoren i veliki dio grada. Novi arsenal, dovršen 1612., postoji i danas. On je imao visoku halu u koju se mogla uvući galija. Ovaj arsenal bio je osobito važan jer je Hvar u to vrijeme služio kao sklonište brodova na putu Levant – Venecija i kao zimovnik mletačke jadranske flote. U drugoj polovici 17. stoljeća Mlečani su prenijeli arsenalske uređaje iz Hvara na Korčulu, koja je obilovala odličnim brodograđevnim drvetom, a za zimovnik su odredili Kotor. Arsenal u Korčuli nalazio se na obali, ispod tvrđavskog revelina, i u njemu su Mlečani gradili manje brodove za svoju RM. 

#### Arsenali u ostatku Europe i svijetu
Otkrićem Amerike težište trgovine postepeno se pomaknulo iz Sredozemlja na Atlantski ocean, a s njom i brodogradnja prvo na Pirinejski poluotok, a kasnije u Francusku, Englesku i Nizozemsku. Poznati španjolski arsenal u Cartagenai, Cádizu i El Ferrolu i portugalski u Lisabonu i Alfeiteu počinju se graditi u to doba. Francuska gradi značajne arsenale (arsenal maritime) u 16. stoljeću i naročito u 17. stoljeću, za vrijeme Armanda Richelieua i Jean-Baptiste Colberta. Tada su već postali čuveni arsenali. u Brestu, Cherbourgu i Toulonu, a manji u Lorientu i Rochefortu. Najvažniji nizozemski arsenal nalazio se u Amsterdamu. U Engleskoj počinju s gradnjom arsenala (dockyard) krajem 15. stoljeća. Prvi je izgrađen u Portsmouth, a u toku 16. stoljeća. u Woolwichu, Chathamu, Sheernessu i Devonportu blizu Plymoutha. Pred rastućom opasnošću od Njemačke u Sjevernom moru, Velika Britanija je 1903. izgradila arsenal u Rosythu i manja postrojenja za remont brodova u Scapa Flowu. Njemačka je krajem 19. i u početku 20. stoljeća razvila do velikih kapaciteta arsenale (Seearsenal) u Wilhelmshavenu i Kielu, koji su bili glavni oslonac njemačkoj floti u Prvom i Drugom svjetskom ratu.  
I ostale pomorske države, usporedo s podizanjem svojih RM, razvijale su stare i gradile nove arsenale, od kojih su najvažniji, ruski u Kronstadtu, Sevastopolju, Nikolajevu i Vladivostoku, turski u Carigradu, talijanski u Veneciji, Tarantu i La Speziaiji, i austro-ugarski u Puli i Tivtu. U SAD-u je gradnja arsenala (navy yard ili naval shipyard) otpočela u 19. stoljeću. Prije Prvog svjetskog rata postojali su veći arsenali u New Yorku, Portsmouthu, Bostonu, Brooklynu, Philadelphiaji, Washingtonu, Norfoku i Charlestonu, na Atlantiku, a na Pacifiku: u Bremertonu, Mare Islandu, San Franciscou, Long Beachu i Puget Soundu. U Japanu se arsenali osnivaju krajem 19. i u 20. stoljeća, od kojih su najvažniji: u Kureu, Sasebou, Maizuru i Yokosukai. Iz strateških razloga velike pomorske države gradile su arsenale i izvan teritorija zemlje matice: Velika Britanija u Gibraltaru, Malti, Singapuru, Sydneyiju i Hong Kongu; Francuska u Bizertai; SAD u Pearl Harburu na Havajima i u Caviteu na Filipinima.  

### Arsenali do kraja Drugog svjetskog rata
Evolucija brodograđevne tehnike tražila je česte modernizacije arsenale, naročito od druge polovine 19. stoljeća posle primjene parnog stroja za brodski pogon i valjanog čelika u brodogradnji, a isto tako i zbog porasta dimenzija brodova. Iako je modernizacija kod većine arsenala išla paralelno s općim razvitkom tehnike, ipak se u arsenalima gradilo sve manje ratnih brodova. Mlada i suvremeno opremljena brodograđevna industrija brže se razvijala od arsenala, što je bilo u skladu s ekonomskim, političkim i strateškim koncepcijama pojedinih država. Zadatak arsenala sveden je na održavanje ratne flote u ratnoj spremnosti, na manje novogradnje, gradnju prototipova ratnih brodova i brodskih uređaja, a serijska proizvodnja povjeravana je industrijskim poduzećima. Izuzetak čine arsenali u SAD-u, koji su u Prvom i Drugom svjetskom ratu jako povećali svoje kapacitete i dali svojoj floti veliki broj novih brodova, što je bila posljedica zakona iz 1929. po kome se polovica novogradnji za RM morala povjeriti arsenalima. Gotovo svi arsenali izgrađeni su prije Prvog svjetskog rata, a u međuratnom vremenu su samo proširivani. Zbog međusobne povezanosti, tehnička i pomorska postrojenja arsenala su do kraja Drugog svjetskog rata bila grupirana na relativno uskom prostoru pomorske baze, izuzev u Njemačkoj, gdje su, radi zaštite od napada iz zraka, manja ali važna postrojenja arsenala smještena pod zemlju u armiranobetonska skloništa.  

### Promjena uloge arsenala u drugoj polovici 20. stoljeća
Poslije Drugog svjetskog rata organizacija pomorskih arsenala, kao sastavnih dijelova pomorskih vojnih luka, s manjim izuzecima, umnogome se podudara kod svih pomorskih država. Zadatak im je i dalje ostao isti, iako znatno umanjen zbog brzog razvoja brodograđevne industrije. Arsenali imaju stožer u čijem se sastavu obično nalaze: zapovjedništvo luke, opći odjel, uprava za razne službe, zdravstvene ustanove, vojarne i skladišta. Najvažnije direkcije su: stručno-tehničke (brodograđevna, topnička i za podvodno oružje), građevinska i pozadinska. U njihovom sastavu su odgovarajuće radionice, laboratoriji, skladišta, a u topničkom upravi još i pirotehnički zavod i pirotehnički poligon. Arsenali uglavnom imaju vojno uređenje, s upravnim časničkim kadrom i dijelom vojnih oružanih snaga za osiguranjem dok su veći dio stručnog kadra civili. Radi zaštite od djelovanja iz zraka, tendencija je da se sva postrojenja arsenala rastresito raspoređuju u okviru pomorske baze, a ona od vitalne važnosti da se ukopavaju ili smještaju u sigurna skloništa (švedska RM je izgradila protuatomska podzemna skloništa čak i za razarače). Razvitak brodograđevne industrije, organizacija održavanja i gradnje brodova, a posebno razvitak brodske tehnike na ratnim brodovima, utjecali su da se pojam arsenala u SFRJ i nekim drugim državama sve više gubi. Njihovu raniju funkciju, danas mnogo širu, preuzima (osim novogradnji koje se najčešće povjeravaju civilnim brodogradilištima) u krajnjem smislu više organa, a u upravno-zapovjednom zapovjedništvo baze ili neka zajedničko vojnopomorsko zapovjedništvo.   

## Arsenali riječne ratne flotile
Arsenali riječne ratne flotile organizirani su na principu pomorskih arsenala, a spominju se uglavnom kod podunavskih država. Austrija je oko 1440. izgradila u Beču arsenal za riječnu flotilu na obali Dunavskog kanala u Prateru. Napušten je 1716. zbog velikih nanosa na Dunavu, a novi je sagrađen 1767. u Klosterneuburgu. Ugarska imala arsenal u Komoranu. U Titelu se nalazio arsenal za gradnju šajki šajkaškog bataljona. Od 17. stoljeća turska riječna flotila imala je svoj arsenal i zimovnik na ušću Jantre. Za svoju dunavsku flotilu Austro-Ugarska izgradila je arsenal Csepel u Budimpešti.  